# Аманикур
Аманикур (фр. Amenucourt) је насељено место у Француској у региону Париски регион, у департману Долина Оазе.
По подацима из 2011. године у општини је живело 207 становника, а густина насељености је износила 23,79 становника/km².

## Демографија
| 1962. | 1968. | 1975. | 1982. | 1990. | 2011. |
| ----- | ----- | ----- | ----- | ----- | ----- |
| 131   | 127   | 128   | 127   | 170   | 207   |